# Halford John Mackinder
Halford John Mackinder PC (Gainsborough, Lincolnshire, 15 de fevereiro de 1861 — Bournemouth, 6 de março de 1947) foi um geógrafo, acadêmico e político inglês, considerado um dos fundadores da geopolítica e da geoestratégia.
Ele foi o primeiro diretor da University Extension College, Reading (que se tornou a Universidade de Reading) de 1892 a 1903, e diretor da London School of Economics de 1903 a 1908. Enquanto continuava sua carreira acadêmica em meio período, ele também foi o Membro do Parlamento entre 1910 a 1922. A partir de 1923, foi professor de Geografia na London School of Economics.
Em 1904, publicou o artigo The Geographical Pivot of History, no qual formulou a Teoria do Heartland, um conceito que influenciaria a política externa das potências mundiais desde então. Ele também argumentava uma divisão do mundo entre potências terrestres e marítimas, como houve na Primeira Guerra Mundial.

## A Geopolítica de Mackinder
Mackinder foi um dos principais autores de geopolítica, criando uma teoria continentalista que valorizava os recursos territorializados, considerando que haveria avanços na rede ferroviária, que promoveria a integração do território. A principal área de interesse geopolítico era o centro da Eurásia, ocupado pela Rússia. Para avaliar como sua tese correspondeu aos fatos, pode ser útil subdividi-la em alguns aspectos: integração pelas ferrovias; existência ou inexistência de barreiras naturais de proteção; expansão sobre terras marginais e aquisição de significativa capacidade naval; possibilidade de aliança entre Rússia e Alemanha; a mais importante, se quem controla a Europa Oriental controla o Heartland, que controla a Ilha-Mundo e, assim, o mundo.
Sua tese pressupunha uma expansão plena de rede ferroviária russa, o que permitiria a integração do território e mobilização eficiente dos recursos naturais disponíveis. Houve uma expansão da rede, simbolizada pela ferrovia Trans-Siberiana, mas o custo de implementação de ferrovias ainda é alto e o custo de transporte por ferrovias ainda é substancialmente maior que o marítimo. Com isso conforme o próprio autor reconhece, a mobilidade é limitada.
De acordo com Mackinder, a área pivô estava vulnerável a ataques por todos os lados, salvo pelo norte. De fato houve ataques ao Oeste (I e II Guerras Mundiais) e ao Leste (Guerra Russo-Japonesa de 1905). Contudo, não houve ataque significativo vindo pelo sul, seja no Cáucaso, seja na fronteira com a China e Mongólia. Nota-se, ainda que os Urais serviram como barreira de proteção durante a II Guerra Mundial, já que boa parte da produção bélica foi transferida para Leste dessa cadeia montanhosa, mas, ainda assim, como afirmou o autor, parte do território ficava exposto. À época os ataques ou eram terrestres ou navais. De modo que a tese não correspondeu ao surgimento da aviação de guerra nem dos mísseis de longo alcance. Embora ainda não tenha havido ataques desse tipo de monta recentemente, o Ártico é um dos principais possíveis cenários de guerra, já que é a menor distância entre os Estados Unidos e a Rússia.
Mackinder considera ser possível uma expansão sobre terras marginais da Eurásia, o que permitiria a construção de significativa capacidade nuclear. Houve uma expansão sobre terras marginais na Europa Oriental e no Cáucaso, contudo, o acesso russo a mares continuou limitado: Ártico, muito difícil de transitar dado o congelamento; Mar do Norte também congela, além de ter muitos estreitos não controlado pela Rússia; Mediterrâneo, com Gilbraltar, e Dardanelos do Negro; Mar do Leste, com o Japão limitando o acesso ao Pacífico. Dessa forma, o acesso russso aos grandes oceanos é bastante limitado e a Rússia não chegou a desenvolver uma marinha proporcional ao seu território.
O autor considerou a possibilidade de Alemanha e Rússia se alinharem, o que facilitaria a expansão russa sobre as terras marginais. Isso não ocorreu: os dois países se enfrentaram na I e na II Guerra Mundial. Na Guerra Fria, a Alemanha Ocidental também ficou em lado oposto ao do Heartland, à época, URSS.
Por fim, o aspecto mais importante da obra é a percepção que o controle da Europa Oriental leva a um controle do Heartland, que leva ao controle da Ilha-Mundo, que leva ao domínio mundial. A URSS dominou diretamente parte da Europa Oriental (como a Ucrânia, Estônia, Letônia e Lituânia) e indiretamente, por meio de sua zona de influência (como Polânia e Hungria); chegou a influir na Europa Central, com a Alemanha Oriental. A despeito de dominar o Heartland, a URSS não dominou a Ilha-Mundo, nem o Mundo. Agindo em consonância com a tese do Rimland de Spykman, e os Estados Unidos fizeram uma rede de contenção ao Hertland, o que impediu o domínio completo pelos soviéticos. Com isso, a tese de Mackinder não se verificou. O próprio autor reconhece isso, e, na década de 1940, publica trabalho considerando um modelo híbrido, em que o poder era concentrado em dois polos:URSS (poder continental) e EUA (poder marítimo), formando um modelo híbrido.
O pensamento do autor, que enfatiza a importância dos recursos territorializados, a localização estratégica do Heartland no Centro da Eurásia e a importância da integração do território, mesmo não tendo correspondido ao teste da história em seu aspecto mais importante, ainda é muito influente e tem relação com os objetivos estratégicos das principais potências mundiais.